# Estereótipos de afro-americanos

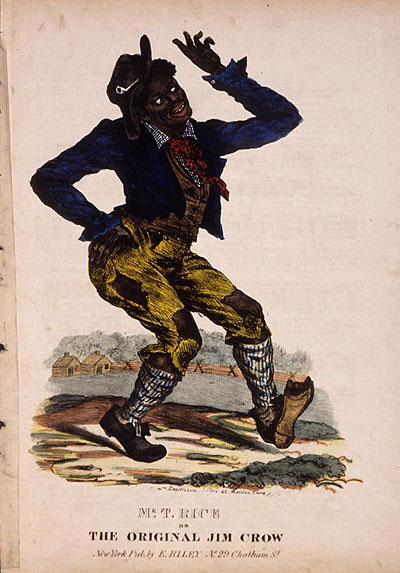
Capa de uma edição de 1832 da partitura de Jump Jim Crow, que retrata um afro-americano estereotipado conhecido como Jim Crow

Estereótipos dos afro-americanos são crenças enganosas acerca da cultura de pessoas com ascendência parcial ou total de quaisquer grupos raciais negros da África, cujos ancestrais residiam nos Estados Unidos desde antes de 1865. Esses estereótipos estão amplamente ligados ao racismo e à discriminação enfrentados pelos Afro-americanos. Essas crenças remontam à escravidão dos negros durante a era colonial e evoluíram ao longo do tempo dentro da sociedade americana.
As primeiras manifestações significativas dos estereótipos dos afro-americanos foram os shows de menestréis. A partir do século XIX, foram usados atores brancos que se maquiavellizavam com blackface e vestiam trajes supostamente usados por afro-americanos, a fim de parodiar e menosprezar os negros. Alguns estereótipos do século XIX, como o sambo, são hoje considerados pejorativos e racistas. Os estereótipos "Mandingo" e "Jezebel" retratam os afro-americanos como hipersexuais, contribuindo para sua sexualização. O arquétipo mammy retrata uma mulher negra de natureza maternal, dedicada ao papel de serva doméstica em uma família branca – estereótipo que remonta à origem dos complexos de plantações no sul dos Estados Unidos. Afro-americanos são frequentemente estereotipados como possuindo um apetite incomum por frango frito, melancia e bebida de uva.
Na década de 1980, bem como nas décadas seguintes, os estereótipos emergentes dos homens negros os retratavam como criminosos e degenerados sociais – especialmente como traficantes de drogas, viciados em crack, sem-teto e assaltantes de (subway). Jesse Jackson afirmou que a mídia retrata os negros como menos inteligentes. O Negro mágico é um personagem arquetípico que aparece em diversas obras de ficção, sendo retratado como possuidor de uma percepção ou poderes especiais, tendo sido representado (e criticado) no cinema americano. Na história recente, os homens negros são estereotipados como pais irresponsáveis. Os homens afro-americanos também são estereotipados como criminosos perigosos. Afro-americanos são frequentemente estereotipados como hipersexuais, atléticos, incivilizados, iletrados e violentos. Jovens homens afro-americanos urbanos são frequentemente rotulados como "Gângsteres" ou "sedutores". Homens negros também são estereotipados como atletas hipermasculinos, hiperviolentos, Gângsteres e matões. Nos filmes, os negros são estereotipados como vivendo no "gueto".
A maioria dos estereótipos sobre mulheres negras inclui representações que as retratam como rainha do bem-estars ou como mulheres negras raivosas, barulhentas, agressivas, exigentes e rudes. Outras as retratam como dotadas de uma natureza maternal e cuidadora, devido ao arquétipo mammy.
Preguiça, submissão, atraso, lascívia, traição e desonestidade são estereótipos historicamente atribuídos aos afro-americanos.

## Estereótipos históricos

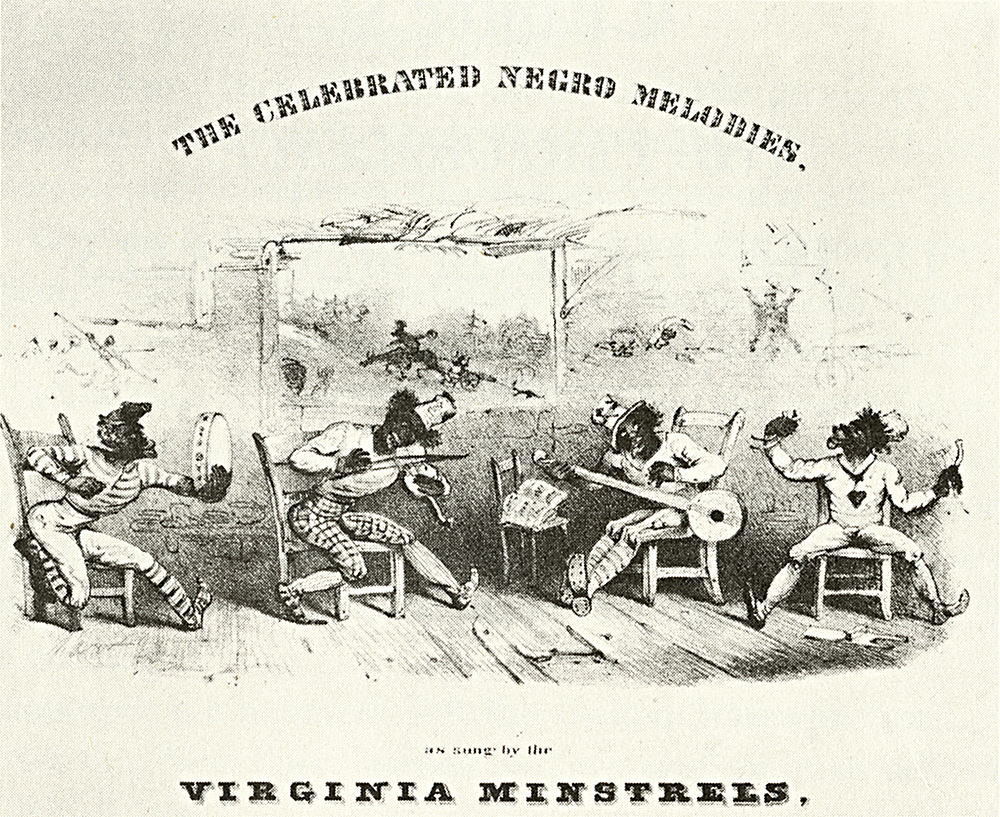
Detalhe da capa de The Celebrated Negro Melodies, as Sung by the Virginia Minstrels, 1843

Os shows de menestréis tornaram-se uma forma popular de teatro durante o século XIX, retratando os afro-americanos de maneira estereotipada e frequentemente depreciativa – apresentando-os como ignorantes, preguiçosos, bufões, supersticiosos, alegres e musicais. Um dos estilos mais populares da menestréia foi o blackface, onde artistas brancos utilizavam carvão queimado – e, posteriormente, tinta à base de gordura ou creme de sapateiro – para escurecer a pele, além de exagerar os lábios e frequentemente usarem perucas de lã, luvas, fraque ou roupas esfarrapadas, a fim de oferecer uma representação teatral zombeteira e racista dos afro-americanos. Essa performance ajudou a introduzir o uso de insultos raciais contra os afro-americanos, incluindo "darky" e "coon".

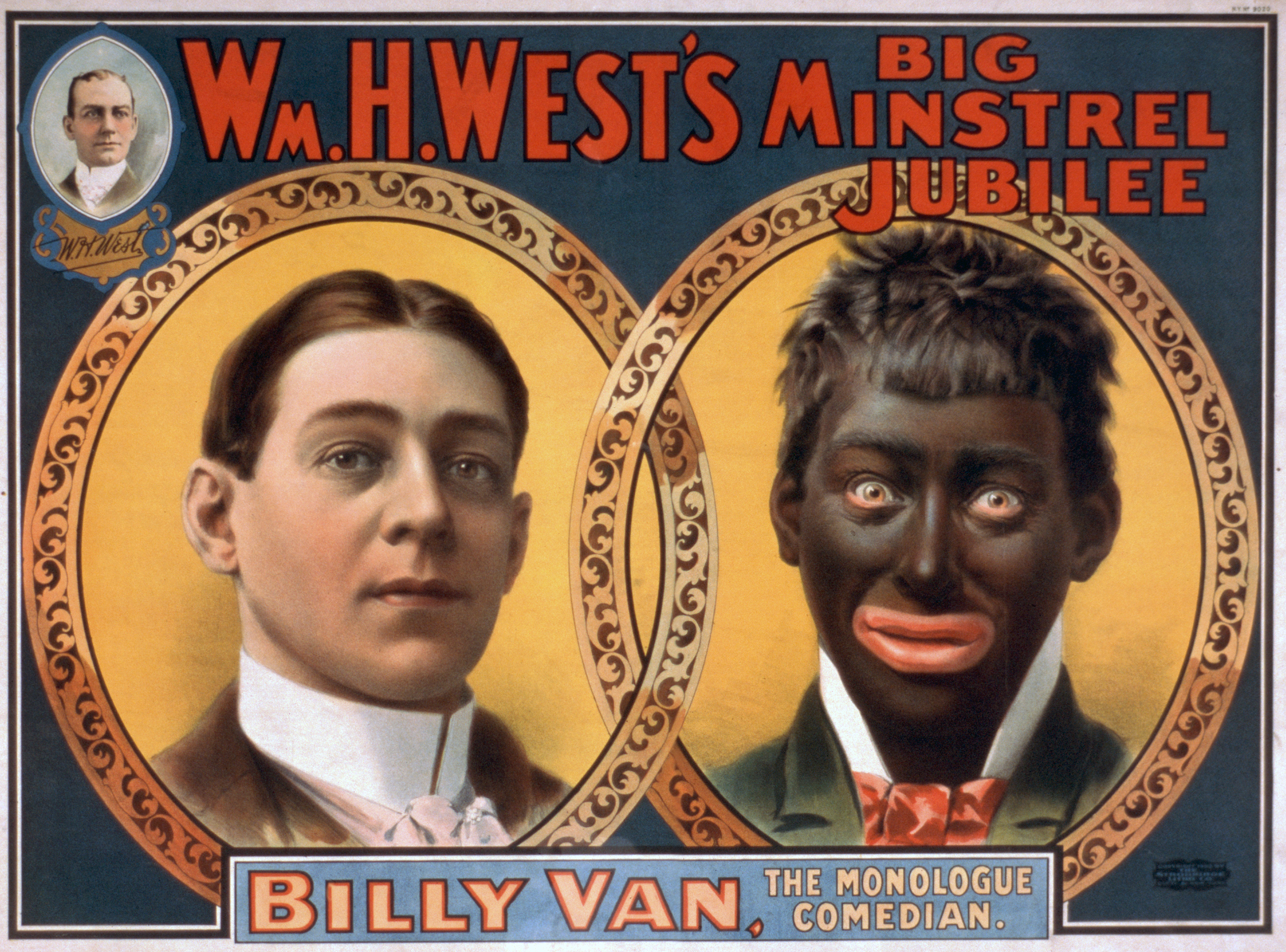
Esta reprodução de um pôster de Espetáculos de menestréis de 1900 de William H. West, originalmente publicado pela Strobridge Litografia Co., mostra a transformação de "branco" para "negro".

O personagem estereotipado mais conhecido é o Jim Crow, entre vários outros, apresentados em inúmeras histórias, shows de menestréis e filmes iniciais com representações e mensagens racistas sobre os afro-americanos.

### Jim Crow
O personagem Jim Crow estava vestido com trapos, chapéu surrado e sapatos rasgados. O ator usava blackface e personificava um trabalhador rural negro muito ágil e irreverentemente espirituoso.
A canção popular do personagem era "Gire e rode, e faça assim. E toda vez que eu giro, eu pulo Jim Crow."

### Sambo, Golliwog e pickaninny
O personagem sambo era um estereótipo de homens negros considerados muito alegres, geralmente risonhos, preguiçosos, irresponsáveis ou despreocupados. O estereótipo sambo ganhou notoriedade através do livro infantil de 1898 A História do Pequeno Sambo, de Helen Bannerman. A obra conta a história de um menino chamado Sambo que enganou um grupo de tigres famintos. O texto original sugeria que Sambo vivia na Índia, fato que pode ter passado despercebido por muitos leitores. O livro tem sido frequentemente considerado um insulto contra os africanos.
A figura do Golliwog – com pele negra, olhos contornados de branco, lábios vermelhos exagerados, cabelo encaracolado, gola alta branca, gravata borboleta e jaqueta e calças coloridas – foi baseada na tradição do blackface dos shows de menestréis. O personagem foi extremamente popular entre outras nações ocidentais, permanecendo bem entrado no século XX. O epíteto derivado do inglês do Commonwealth "wog" é aplicado com mais frequência a pessoas da África Subsaariana e do subcontinente indiano do que aos afro-americanos, mas as "Golly dolls" ainda em produção mantêm, em sua maioria, a aparência do estereótipo dos shows de menestréis com blackface.
O termo Pickaninny – reservado para crianças – possui um padrão de uso igualmente amplo no teatro e na mídia populares dos Estados Unidos. Originou-se do termo espanhol “pequeño niño” e do termo português “pequenino” para designar uma criança pequena, mas foi aplicado especialmente a crianças afro-americanas nos Estados Unidos e, posteriormente, a crianças aborígenes australianos.

#### Crianças negras como isca para jacarés

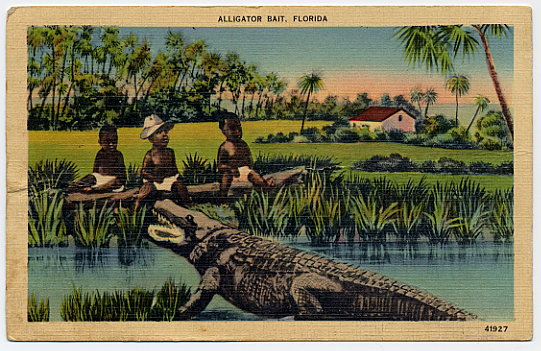
Cartão postal racista dos anos 1900, com a legenda: "Isca para jacaré, Florida"

Uma variante do estereótipo pickaninny retratava crianças negras sendo usadas como isca para caçar jacarés.

### Mammy
O arquétipo estereótipo mammy descreve as mulheres negras escravas domésticas que atuavam como babás, proporcionando cuidados maternais aos filhos brancos da família – recebendo um grau incomum de confiança e afeto dos seus senhores.

### Mandingo
O Mandingo é um estereótipo de um homem negro sexualmente insaciável, inventado por senhores de escravos brancos para promover a ideia de que os negros não eram civilizados, mas sim "animalísticos" por natureza. A suposta força física, agilidade e habilidades reprodutivas inerentes dos homens negros eram elogiadas por senhores de escravos brancos e leiloeiros, a fim de promover os escravos vendidos. Desde então, o estereótipo Mandingo tem sido usado para justificar, social e legalmente, a transformação de casos de relações inter-raciais entre homens negros e mulheres brancas em histórias de luxúria incontrolável e, em grande parte, unilateral. Esse estereótipo também foi, por vezes, conflitado com o estereótipo do "Preto bruto" ou "Black Buck", retratando o homem negro como uma fera indomável, com impulsos sexuais vorazes e violentos, e com um grande pênis.

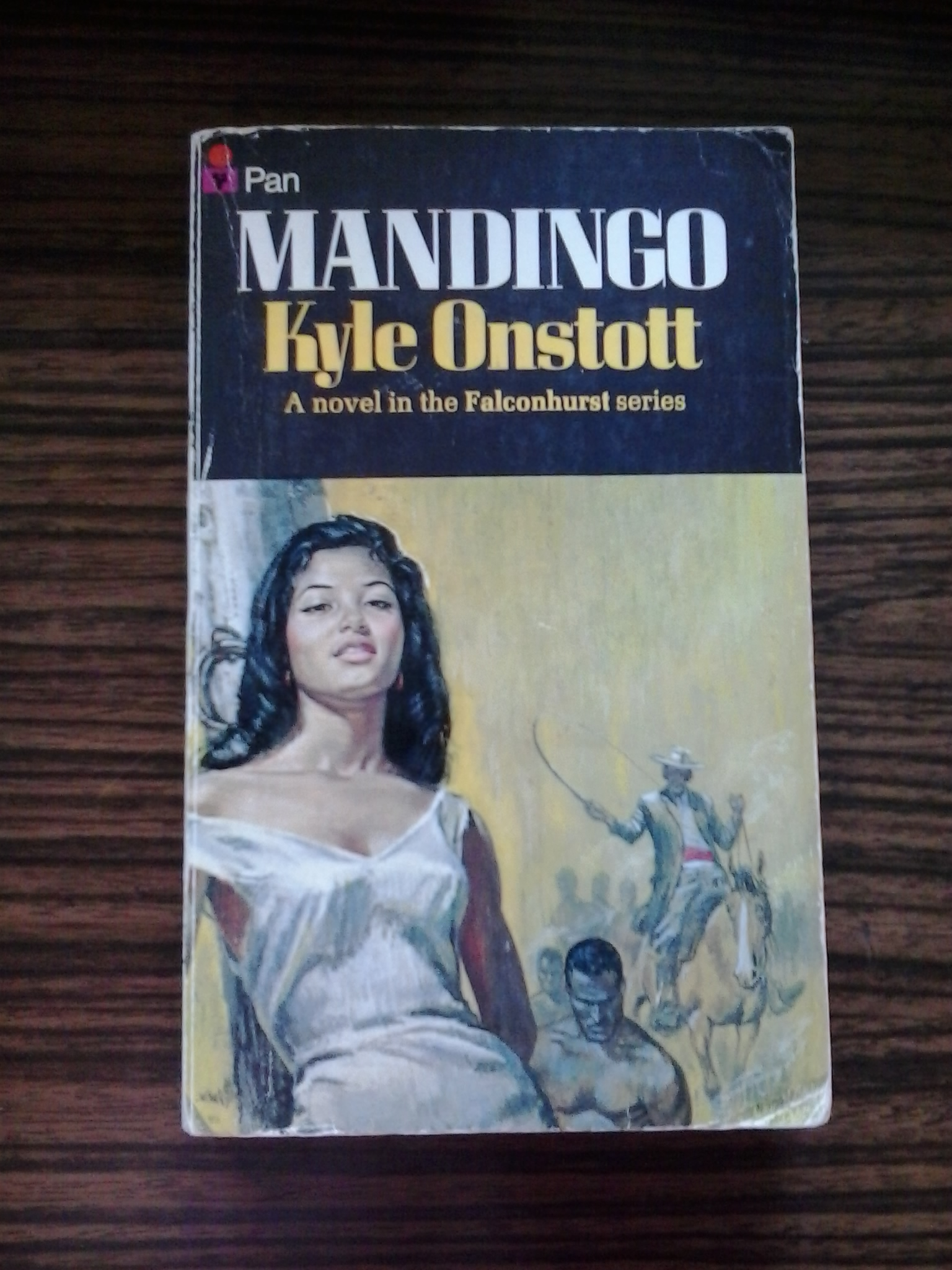
Capa do livro para Mandingo de Kyle Onstott.

O termo "Mandingo" é uma forma corrompida de designar os povos Mandinka da África Ocidental, atualmente presentes em Mali, Guiné e Gâmbia. Um dos primeiros usos encontrados remonta ao século XX com a publicação de Mandingo, uma erótica histórica de 1957. O romance fazia parte de uma série maior que apresentava, em detalhes gráficos e eróticos, vários casos de luxúria inter-racial, promiscuidade, ninfomania e outros atos sexuais em uma plantação fictícia de reprodução de escravos. Em conjunto com o filme O Nascimento de uma Nação (1915), a mídia branca americana formou o estereótipo do homem negro como uma fera indomável que pretendia impor violência e vingança contra o homem branco por meio da dominação sexual da mulher branca.

### Sapphire
Ver também
O estereótipo Sapphire (Safira) define as mulheres negras como argumentativas, dominadoras e que emasculam em seus relacionamentos com os homens – especialmente com homens negros. Geralmente, elas são apresentadas como controladoras e reclamonas, tendo o papel de desvalorizar e menosprezar o homem negro por suas falhas.
Durante a era da escravidão, senhores brancos exaltavam a imagem de uma mulher negra escravizada que erguia a voz diante de seus colegas masculinos – algo frequentemente necessário no trabalho diário – para contrastar a mulher negra, barulhenta e "incivilizada", com a mulher branca, considerada mais respeitável, tranquila e moralmente comportada.
A popularização do estereótipo Sapphire remonta ao bem-sucedido programa de rádio Amos 'n' Andy (1928–1960), escrito e dublado por atores brancos. A personagem negra Sapphire Stevens era a esposa de George "Kingfish" Stevens, um homem negro retratado como preguiçoso e ignorante. Essas características frequentemente desencadeavam a extrema raiva e violência de Sapphire, que era apresentada como excessivamente confrontadora e emasculadora em relação ao marido, transformando-se – com a popularidade do programa – em uma caricatura e estereótipo consolidado.

### Jezebel
O Jezebel é um estereótipo de uma mulher negra hipersexual, sedutora e sexualmente voraz, cujo valor na sociedade ou na mídia baseia-se quase que exclusivamente em sua sexualidade e em seu corpo.
As raízes do estereótipo Jezebel emergiram durante a era da Escravidão nos Estados Unidos. Senhores de escravos brancos exerciam controle sobre a sexualidade e fertilidade das mulheres negras escravizadas, pois seu valor no leilão era determinado pela capacidade de gerar mais escravos. A objetificação sexual das mulheres negras redefiniu seus corpos como "locais de uma sexualidade selvagem e irrestrita", fazendo com que se mostrassem insaciavelmente ansiosas por se envolver em atividades sexuais e engravidar. Na realidade, as mulheres negras escravizadas eram reduzidas a nada mais que um rebanho reprodutivo, frequentemente coagidas e sexualmente abusadas por homens brancos.

### Mulata trágica
Um estereótipo popular no início de Hollywood, a "mulata trágica", servia como conto de advertência para os negros. Geralmente, ela era retratada como uma mulher sexualmente atraente, de pele clara, de ascendência africana, mas que podia passar por caucasiana. O estereótipo retratava as mulheres de pele clara como obcecadas em progredir, tendo como objetivo final o casamento com um homem branco de classe média. A única rota para a redenção seria que ela aceitasse sua "negritude".

### Uncle Tom
O estereótipo do Uncle Tom representa um homem negro simplório e complacente, mas que se interessa principalmente pelo bem-estar dos brancos em detrimento dos demais negros. Derivado do personagem-título do romance Uncle Tom's Cabin, é sinônimo dos escravos negros que delatavam as atividades de outros escravos para seus senhores brancos, frequentemente referidos como "Casa negra", sobretudo em fugas planejadas. É a versão masculina do estereótipo similar a Aunt Jemima.

### Bruto negro
Os estereótipos do "bruto negro" ou "Black Buck" referem-se a homens negros, geralmente retratados como propensos a comportamentos violentos e desumanos. São apresentados como predadores negros repulsivos e aterrorizantes, que visam vítimas indefesas – especialmente mulheres brancas. No período pós-Reconstrução dos Estados Unidos, "black buck" era um Insulto racial utilizado para descrever homens negros que se recusavam a se submeter à autoridade dos brancos e eram vistos como irremediavelmente violentos, rudes e libidinosos.

### Na arte

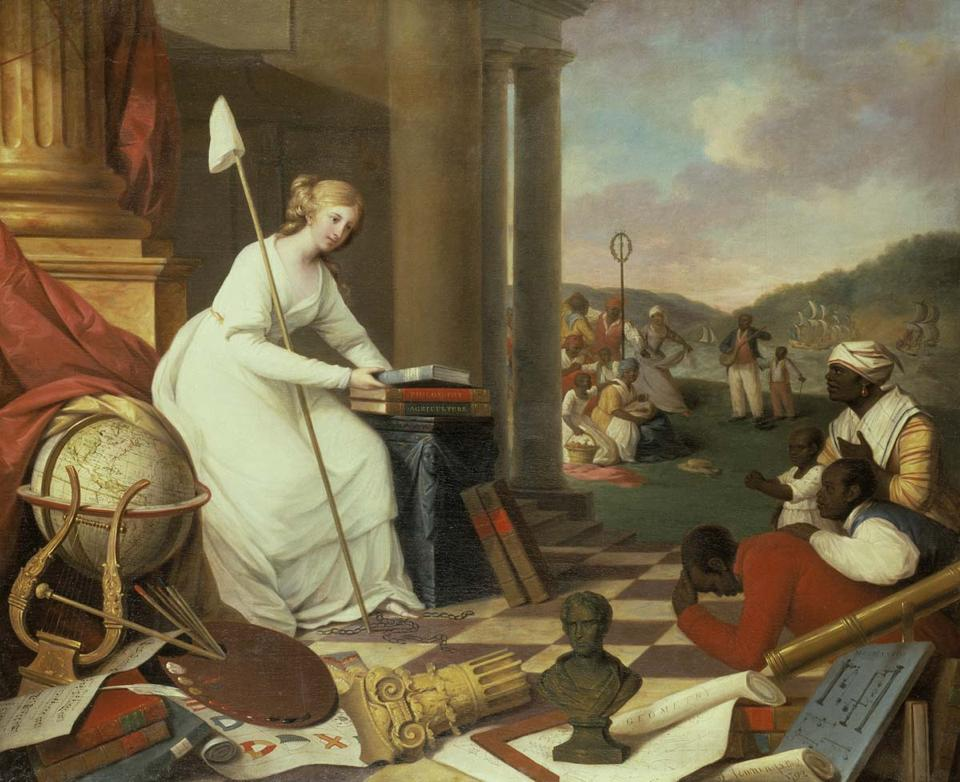
Samuel Jennings (ativo 1789–1834). Liberty Displaying the Arts and Sciences, ou O Gênio da América Incentivando a Emancipação dos Negros

Desde a Era Colonial até a Revolução Americana, ideias sobre os afro-americanos foram utilizadas de formas diversas na Propaganda – tanto a favor quanto contra a escravidão. Pinturas como Watson e o Tubarão (1778), de John Singleton Copley, e Liberty Displaying the Arts and Sciences (1792), de Samuel Jennings, são exemplos iniciais do debate em curso na época acerca do papel dos negros na América. Watson e o Tubarão representa um evento histórico, mas Liberty Displaying the Arts and Sciences indica os sentimentos abolicionistas expressos na comunidade intelectual pós-revolucionária de Filadélfia. No entanto, a pintura de Jennings retrata os afro-americanos em um papel estereotipado, como beneficiários passivos e submissos – não só da abolição da escravidão, mas também do conhecimento que a liberdade lhes havia graciosamente concedido.
Como outra caricatura estereotipada, "interpretada" por homens brancos disfarçados com pintura facial, a menestréia relegava os negros a papéis desumanizantes e claramente definidos. Com o sucesso de T. D. Rice e Daniel Emmet, surgiu o rótulo de "negros como bufões". Uma das primeiras versões do "negro como bufão" pode ser vista em Quilting Frolic de John Lewis Krimmel. O violinista da pintura de 1813, com suas roupas esfarrapadas e remendadas, além de uma garrafa que se projeta do bolso do casaco, parece ter servido de modelo inicial para o personagem Jim Crow de Rice.

## Estereótipos contemporâneos

### Viciados em crack e traficantes
Acadêmicos concordam que os estereótipos da mídia noticiosa sobre pessoas de cor são onipresentes. Afro-americanos eram mais propensos a aparecer como perpetradores em reportagens sobre drogas e crimes violentos na televisão.
Nas décadas de 1980 e 1990, os estereótipos dos homens negros mudaram, e as imagens predominantes eram as de traficantes de drogas, vítimas de crack, da classe marginalizada e empobrecida, os sem-teto e assaltantes de metrô. De forma semelhante, Douglas (1995), que analisou O. J. Simpson, Louis Farrakhan e a Million Man March, constatou que a mídia colocava os homens afro-americanos num espectro de bem versus mal.

### Melancia e frango frito

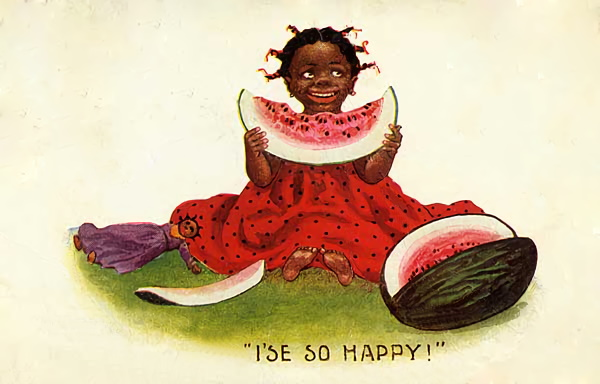
Um cartão postal mostrando uma menina afro-americana comendo uma grande melancia; note o uso de dialeto visual para reforçar o estereótipo

Há estereótipos comuns de que os afro-americanos têm um apetite não convencional por melancias e amam frango frito. A professora de raça e folclore Claire Schmidt atribui isso tanto à popularidade da culinária do Sul dos Estados Unidos quanto a uma cena do filme O Nascimento de uma Nação, na qual um homem afro-americano turbulento é visto comendo frango frito em um salão legislativo.

### Rainha do bem-estar
O estereótipo da Rainha do bem-estar retrata uma mulher afro-americana que fraudeia o sistema público de bem-estar, tendo suas raízes tanto na raça quanto no gênero. Esse estereótipo retrata negativamente as mulheres negras como ardilosas e preguiçosas, ignorando as reais dificuldades econômicas que essas mulheres – especialmente as mães – enfrentam de forma desproporcional.

### Negro Mágico
O Negro mágico (ou Negro místico) é um personagem estereotipado que aparece em diversas obras de ficção e utiliza uma percepção ou poderes especiais para ajudar o protagonista branco. O Negro Mágico é um subtipo do mais genérico “Negro Numinoso”, termo cunhado por Richard Brookhiser na National Review. Este último termo refere-se a representações desajeitadas de protagonistas ou mentores negros, vistos como santos, respeitados ou heroicos, no entretenimento dos EUA.

### Mulher Negra Raivosa
No século XXI, a "Mulher Negra Raivosa" é retratada como barulhenta, agressiva, exigente, incivilizada e fisicamente ameaçadora, além de ser de classe média-baixa e materialista. Ela não se mantém em seu "lugar adequado".

#### Imagem controladora
Imagens controladoras são estereótipos usados contra um grupo marginalizado para retratar a injustiça social como natural, normal e inevitável. Ao apagar sua individualidade, essas imagens controladoras silenciam as mulheres negras e as tornam invisíveis na sociedade. A imagem controladora equivocada é a de que as mulheres brancas são o padrão para tudo, até mesmo para a opressão.

#### Educação
Estudos mostram que a pesquisa acadêmica tem sido dominada por homens e mulheres brancos. Ser um acadêmico reconhecido inclui tanto o ativismo social quanto a pesquisa, o que é difícil de manter, pois os colegas brancos dominam as áreas do ativismo e do trabalho social na academia. É notoriamente difícil para uma mulher negra obter os recursos necessários para completar sua pesquisa e escrever os textos desejados. Isso, em parte, se deve ao efeito silenciador do estereótipo da Mulher Negra Raivosa. Mulheres negras são cautelosas ao levantar questões em ambientes profissionais, temendo serem julgadas, o que pode ser interpretado como reclamação.

#### Consequências mentais e emocionais
Devido ao estereótipo da Mulher Negra Raivosa, as mulheres negras tendem a se dessensibilizar quanto aos próprios sentimentos para evitar julgamentos. Frequentemente, elas sentem que não devem demonstrar emoção fora de seus ambientes seguros, o que resulta no acúmulo de mágoas que podem ser projetadas em entes queridos como raiva. Uma vez rotuladas como raivosas, suas opiniões, aspirações e valores são sistematicamente desconsiderados. A repressão desses sentimentos pode ocasionar sérios problemas de saúde mental, agravando o complexo da Mulher Negra Forte.

#### Relacionamentos inter-raciais
Frequentemente, as opiniões das mulheres negras não são ouvidas em estudos sobre relacionamentos inter-raciais. Presume-se que elas sejam naturalmente raivosas, mas as implicações de suas opiniões não são exploradas no contexto de raça e história. De acordo com o estudo de Erica Childs, as mulheres negras tendem a se opor a relacionamentos inter-raciais. Desde o século XVII, a sexualidade inter-racial representava sentimentos negativos para as mulheres negras. Homens negros envolvidos com mulheres brancas eram severamente punidos, enquanto os homens brancos que exploravam mulheres negras nunca eram repreendidos. De fato, era economicamente vantajoso para uma mulher negra dar à luz o filho de um homem branco, pois o trabalho escravo seria incrementado pela one-drop rule. Era considerado tabu que uma mulher branca tivesse o filho de um homem negro, por ser visto como uma contaminação racial. Em tempos contemporâneos, relacionamentos inter-raciais podem, às vezes, representar uma forma de rejeição para as mulheres negras. A probabilidade de encontrar um "bom" homem negro era baixa devido à prevalência de homicídios, drogas, encarceramento e relacionamentos inter-raciais, o que dificultava ainda mais a situação para as mulheres negras. O estudo concluiu que o namoro inter-racial compromete o amor negro. Os participantes frequentemente afirmavam que o amor negro é importante e representa mais do que a estética, por tratar-se de solidariedade negra. Mulheres negras raivosas acreditam que, se os brancos nunca compreenderem os negros e continuarem a considerá-los inferiores, os relacionamentos inter-raciais não terão valor. Ainda, o estudo mostra que, embora mulheres negras em relacionamentos inter-raciais não sejam vistas como traidoras da comunidade, homens negros que namoram inter-racialmente são percebidos como prejudiciais, favorecendo o patriarcado branco.

#### "Black bitch"
O termo "black bitch" é uma manifestação contemporânea do estereótipo Jezebel. Personagens denominadas "bad black girls", "black whores" e "black bitches" são arquétipos de muitos filmes de Blaxploitation produzidos pelo establishment de Hollywood. O termo "black bitch" foi utilizado em um episódio do programa televisivo de 2019 Total Control, com a intenção de resgatar um insulto racial; entretanto, o público reagiu negativamente. Poucos permaneceram indiferentes, enquanto muitos recorreram às redes sociais para relatar mágoas e suas próprias experiências racistas com tal título depreciativo.

#### Mulher Negra Forte
O estereótipo da "Mulher Negra Forte" é um discurso por meio do qual, principalmente, mulheres negras de classe média – frequentemente vinculadas à igreja Igreja Batista – orientam as mulheres negras da classe trabalhadora sobre moralidade, autoajuda, empoderamento econômico e valores assimilacionistas, visando o aprimoramento e o orgulho racial (Higginbotham, 1993). Esse discurso é prejudicial, desumanizante e silencia as mulheres negras. A narrativa da "mulher negra forte" é uma narrativa controladora que perpetua a ideia de que é aceitável maltratar as mulheres negras porque elas são fortes e podem suportar; além disso, funciona como um mecanismo de silenciamento: quando mulheres negras lutam para serem ouvidas diante das dificuldades da vida, são lembradas de sua "força" em vez de receber apoio para amenizar seus problemas.
O engajamento contemporâneo das mulheres da diáspora africana nessa exibição de força física e emocional tem raízes em uma história de degradação, evidente durante a Middle Passage transatlântica, a instituição da Escravidão nos Estados Unidos e a era do sistema de castas raciais imposto pelas leis de Jim Crow nos séculos XIX e XX.

#### Mulher Negra Independente
Ver também
A "mulher negra independente" é a representação de uma mulher narcisista, de alto desempenho e sucesso financeiro, que emascula os homens negros em sua vida.

### Princesa afro-americana
A "Princesa Afro-americana" (BAP) refere-se a uma mulher afro-americana vista como materialista, privilegiada e desconectada das lutas das comunidades negras menos afortunadas. O termo reflete estereótipos de riqueza, estilo e uma natureza superficial, sendo equivalente à chamada "síndrome da princesa" de outras raças. Essa narrativa posiciona essas mulheres como excessivamente preocupadas com riqueza, status e aparência – similar aos estereótipos da "Valley girl" ou da "Loira burra" associados às mulheres brancas. A figura da BAP é frequentemente criticada como um produto da riqueza negra pós-segregação, onde mulheres que obtiveram acesso a instituições educacionais e sociais são vistas como possuidoras de um senso de direito e desconexão com sua identidade racial. Essa narrativa reforça distinções de classe dentro da comunidade negra, sugerindo que mulheres negras que alcançam determinado status socioeconômico são menos "autênticas" ou traem suas raízes, o que pode ser prejudicial, pois simplifica e ignora os esforços realizados para promover representações positivas da feminilidade negra.

### Atletismo
Os negros são estereotipados como naturalmente mais atléticos e potencialmente superiores em esportes do que outras raças. Embora representem aproximadamente 12–14% da população dos Estados Unidos, 75% dos jogadores da National Basketball Association e 65% dos jogadores da National Football League são negros. Atletas afro-americanos universitários podem ser vistos como ingressando na faculdade predominantemente por suas habilidades atléticas, com menor ênfase no mérito acadêmico.
A teoria da superioridade atlética negra afirma que os negros possuem traços – adquiridos por fatores genéticos e/ou ambientais – que lhes permitem se destacar em competições esportivas em relação a outras raças. Os brancos tendem a sustentar tais visões, embora alguns negros e pessoas de outras origens raciais também o façam. Vários autores afirmam que a cobertura esportiva que enfatiza o "atletismo natural dos negros" sugere a superioridade dos brancos em outras áreas, como a inteligência. O estereótipo também sugere que os afro-americanos são incapazes de dominar em "esportes brancos", como o hóquei no gelo e a natação (este último, não por sua habilidade atlética, mas por um estereótipo que sugere que os negros têm medo de grandes corpos d'água).

### Inteligência
Seguindo os arquétipos estereotipados, os afro-americanos foram falsamente e frequentemente considerados como possuidores de pouca inteligência, especialmente se comparados aos brancos. Isso contribuiu para que os afro-americanos fossem privados de oportunidades de emprego. Mesmo após o fim da escravidão, a capacidade intelectual dos negros continuava a ser questionada.

### BBC (gíria sexual)
Na pornografia, os homens negros são estereotipados como hipermasculinos e sexualmente dominantes.

## Mídia
Afro-americanos são frequentemente utilizados em reportagens sobre abuso de drogas, crianças viciadas, pacientes com HIV/AIDS e pessoas sem-teto.

### Estereótipos iniciais
Os primeiros shows de menestréis do meio do século XIX satirizavam a suposta estupidez dos negros. Mesmo após o fim da escravidão, a capacidade intelectual dos negros continuava a ser questionada. Filmes como O Nascimento de uma Nação (1915) questionavam se os negros eram aptos para concorrer a cargos governamentais ou para votar.
Alguns críticos consideraram Mark Twain's As Aventuras de Huckleberry Finn como "racista" devido à sua representação do escravo Jim e de outros personagens negros. Algumas escolas chegaram a excluir o livro de seus currículos ou bibliotecas.
Estereótipos permeavam outros aspectos da cultura, como diversos Jogos de tabuleiro que utilizavam imagens de Sambo ou similares em seu design. Um exemplo é o Jolly Darkie Target Game, no qual os jogadores deveriam lançar uma bola pela "boca escancarada" do alvo feito de papelão decorado com imagens de Sambo.
Outros estereótipos enfatizavam a impossibilidade de boas relações entre negros e brancos, incutindo a ideia de que as duas raças jamais poderiam coexistir pacificamente na sociedade – levando o público à conclusão de que a solução seria remover completamente os negros da sociedade americana.

### Cinema e televisão
Ver também
No cinema, os negros também são mostrados de forma estereotipada, promovendo noções de inferioridade moral. Para personagens femininas, as atrizes negras têm sido apresentadas utilizando palavrões vulgares, demonstrando violência física e falta de autocontrole de forma desproporcional em relação às atrizes brancas.
Mulheres afro-americanas foram representadas no cinema e na televisão de diversas maneiras, desde o estereótipo/arquetipo da "mammy" (como exemplificado pelo papel de Hattie McDaniel em E o Vento Levou), oriundo dos shows de menestréis, até as heroínas dos filmes de Blaxploitation dos anos 1970, embora estas últimas tenham sido enfraquecidas pelos estúdios comerciais.

### Moda
Na imprensa, os negros são retratados de forma ostensivamente extravagante. Em um estudo sobre fotografias de revistas de moda, Millard e Grant constataram que modelos negros são frequentemente apresentados como mais agressivos e sociáveis, mas menos inteligentes e orientados para o sucesso.

### Esportes
Em Darwin's Athletes, John Hoberman escreve que a proeminência dos atletas afro-americanos incentiva a desvalorização do desempenho acadêmico nas comunidades negras. Vários autores afirmam que a cobertura esportiva que enfatiza o "atletismo natural dos negros" sugere a superioridade dos brancos em outras áreas, como inteligência ou gestão de jogo. Alguns comentaristas esportivos contemporâneos questionaram se os negros são inteligentes o suficiente para ocupar posições "estratégicas" ou treinar jogos, como o futebol americano. Em outro exemplo, um estudo sobre a representação de raça, etnia e nacionalidade em eventos esportivos televisivos, realizado pelo jornalista Derrick Z. Jackson, mostrou que os negros eram mais frequentemente descritos em termos intelectuais depreciativos do que os brancos.

### Estereotipagem criminal
De acordo com Lawrence Grossman, ex-presidente da CBS News e da PBS, os telejornais mostram desproporcionalmente afro-americanos sendo presos, vivendo em favelas, em assistência social e precisando de ajuda da comunidade. Da mesma forma, Hurwitz e Peffley afirmaram que atos violentos cometidos por pessoas de cor frequentemente ocupam mais da metade das transmissões de notícias locais, retratando essas pessoas de maneira muito mais sinistra do que seus equivalentes brancos. Os autores argumentam que os afro-americanos não só são mais propensos a serem vistos como suspeitos de crimes hediondos na imprensa, como também são interpretados como indivíduos violentos ou prejudiciais para o público em geral.
Mary Beth Oliver, professora na Penn State University, afirmou que "a frequência com que homens negros, especificamente, têm sido alvo de agressão policial evidencia o papel inegável que a raça desempenha em falsas suposições de perigo e criminalidade." Oliver também afirmou que "as variáveis que contribuem para a ideia de que homens negros são perigosos ou agressivos incluem a idade, o modo de vestir e o gênero, entre outras, levando a falsas suposições de perigo e criminalidade."

## Estereótipos na nova mídia

#### Mídias sociais
Em 2012, Mia Moody, professora assistente de jornalismo, relações públicas e novas mídias no Colégio de Artes e Ciências da Baylor, documentou o uso de mídias sociais por fãs do Facebook para atacar o presidente dos EUA, Barack Obama, e sua família por meio de estereótipos.
Seu estudo identificou diversos temas e motivações em grupos que visavam os Obama. Alguns focavam em atacar sua política, compostos por membros do Facebook interessados em política, enquanto outros, de natureza mais maliciosa, centravam-se na raça do presidente, em sua religião, orientação sexual, personalidade e dieta.
Ela concluiu que os estereótipos históricos focados em dieta e blackface praticamente desapareceram dos programas de televisão e filmes da corrente principal, mas ressurgiram nas representações das novas mídias – caindo, na maioria dos casos, em três categorias: blackface, animalístico e mal/raivoso.

#### Videogames
As representações dos afro-americanos em videogames tendem a reforçar estereótipos de homens como atletas ou gângsteres.

#### Hip hop
A Hip hop reforçou estereótipos sobre os homens negros. A exposição à música rap violenta e misógina, performada por rappers afro-americanos, demonstrou ativar estereótipos negativos que os retratam como hostis, criminosos e sexistas. O hip hop retrata uma estética masculina negra estereotipada, pintando os homens negros como bandidos hipersexuais e gângsteres oriundos de guetos urbanos. Ouvir esse rap misógino e violento afeta o desempenho cognitivo de homens afro-americanos, que apresentam desempenho inferior em testes semelhantes ao Graduate Record Examination após serem expostos a esse tipo de música, quando comparados aos homens brancos sob as mesmas condições. Além disso, mulheres afro-americanas são hipersexualizadas em videoclipes modernos, sendo retratadas como objetos sexuais para os rappers. Estudos indicam que adolescentes negras expostas a videoclipes com mais estereótipos sexuais tendem a consumir álcool em excesso, testar positivo para maconha e apresentar uma imagem corporal negativa.